# Vigipol

Logo Vigipol

Vigipol est un syndicat mixte chargé de la protection des côtes bretonnes contre les pollutions maritimes. 

## Histoire
À la suite du naufrage de l'Amoco Cadiz le 16 mars 1978, le syndicat mixte de protection et de conservation du littoral nord-ouest de la Bretagne a été créé en 1980 pour réclamer en justice un dédommagement pour les dégâts causés par le naufrage. En 2000, ce syndicat a été renommé Vigipol.  
Le 1er avril 2021, l'ancien président Joël Le Jeune laisse place à Erven Léon, maire de Perros-Guirec.  

## Missions
Selon l'arrêté de modification des statuts du 16 mars 2009, « le syndicat mixte a pour objet, en fédérant l’action de ses membres et en intervenant aux côtés de ceux-ci, d’assurer la protection du littoral, la préservation et la conservation du milieu marin et de la qualité des eaux marines ainsi que la défense des intérêts des collectivités concernées et des usagers du littoral. »
Ses missions sont :
- Sensibilisation des collectivités
- Préparation des collectivités
- Prévention des risques
- Gestion de crise
- Réparation des dommages

Vigipol est membre du conseil d'administration du Cedre. 

## Zones d'activité
Vigipol concernait à sa création des communes du nord Finistère et des Côtes-d'Armor. Il regroupe en 2019 différents niveaux de collectivités (communes, EPCI, départements et région) et fédère 150 communes des départements : Finistère, Côtes-d'Armor, Ille-et-Vilaine, Morbihan et Manche et d'autres collectivités en Charente-Maritime ou en Méditerranée (parc marin du golfe du Lion) envisagent leur adhésion au syndicat.